# بيت مولر
بيت مولر هو لاعب رماية سويسري، ولد في 8 فبراير 1978 في برن في سويسرا.

## وصلات خارجية
- بيت مولر على موقع أوليمبيديا (الإنجليزية)